# Myriopholis nursii
Myriopholis nursii là một loài rắn trong họ Leptotyphlopidae. Loài này được Anderson mô tả khoa học đầu tiên năm 1896.